# Cu li thon lông đỏ
Cu li mảnh dẻ lông đỏ còn được gọi là cu li núi Ceylon (Loris tardigradus) là một loài linh trưởng trong họ Lorisidae, bộ Linh trưởng. Đây là loài động vật ăn đêm nhỏ bé sống duy nhất ở Sri Lanka và Nam Ấn Độ (đối với phân loài cu li mảnh dẻ lông xám), có đôi mắt to gần nhau và chân mảnh khảnh như que củi. Chúng đã từng được cho là đã bị tuyệt chủng trước khi được phát hiện ra vào năm 1937.

## Phân loài
- Chi Loris
  - Loài Loris tardigradus – Cu li mảnh dẻ lông đỏ
    - L. tardigradus nycticeboides - cu li mảnh dẻ Horton
    - L. tardigradus tardigradus - cu li mảnh dẻ vùng khô

  - Loài Loris lydekkerianus – cu li mảnh dẻ lông xám

## Mô tả

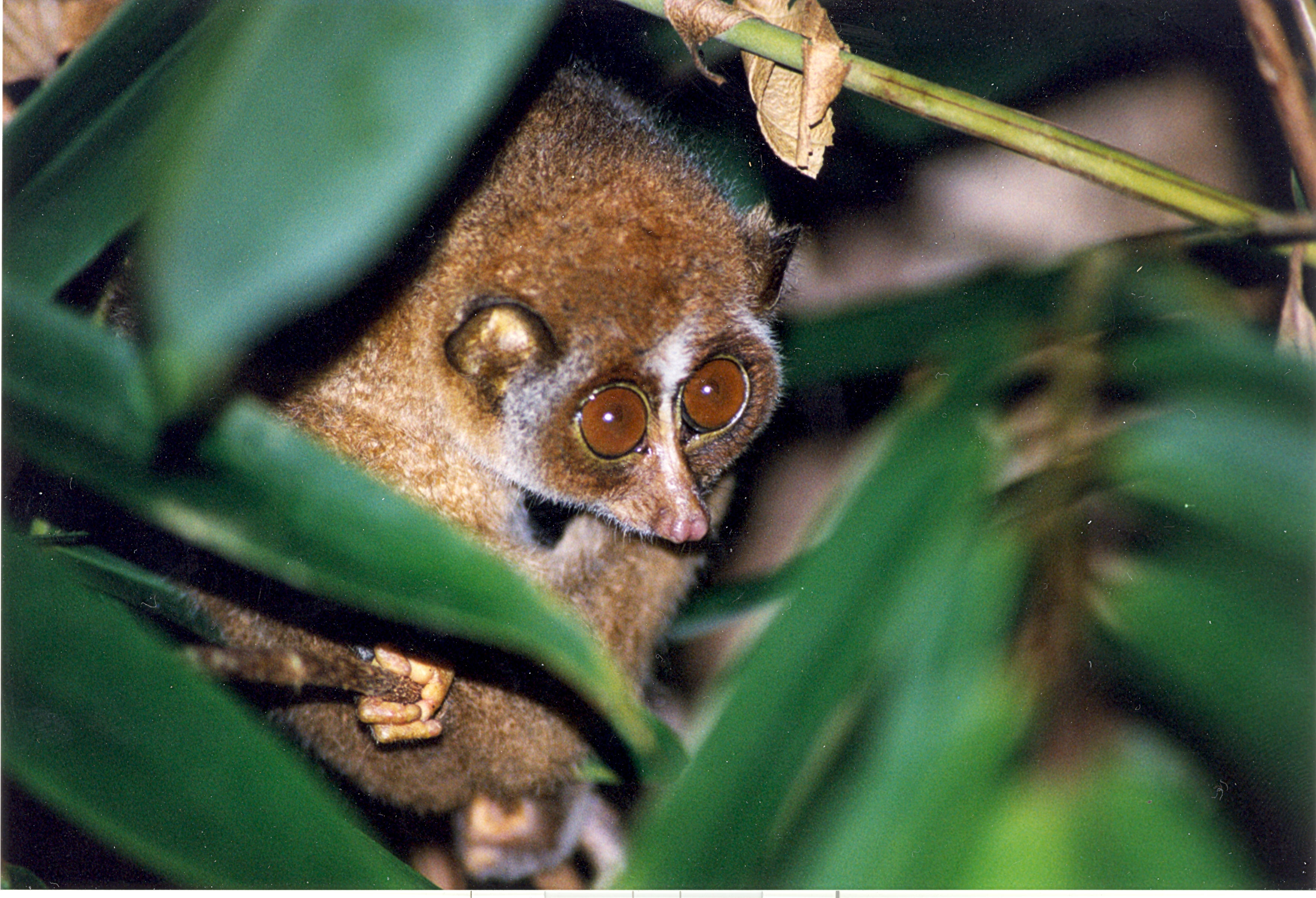
Một con cu li mảnh dẻ lông đỏ

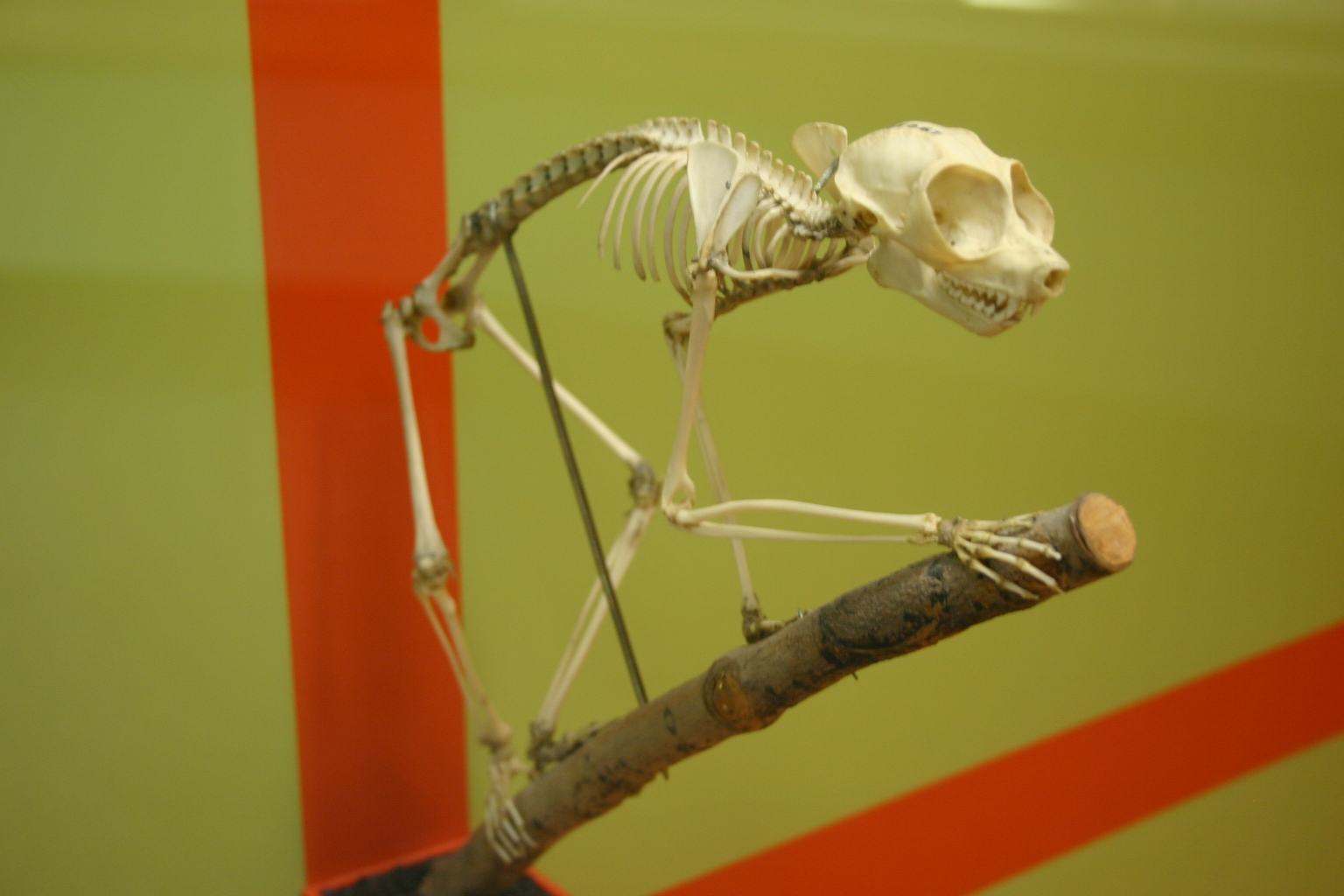
bộ xương của cu li mảnh dẻ lông đỏ

Đây là loài linh trưởng nhỏ, mảnh mai được phân biệt bởi đôi mắt rất lớn hướng về phía trước để quan sát, các chi dài và mảnh. Các ngón bám tương đối phát triển nhưng cu lu mảnh dẻ lại không có đuôi. Chúng có đôi tai nổi bật, mỏng, tròn và không có lông ở các cạnh. Lông dày và mềm màu nâu đỏ trên lưng, và dưới là màu trắng xám lấm tấm bạc. Chiều dài cơ thể trung bình của chúng là từ 7-10 in (180–250 mm), với trọng lượng trung bình chỉ 3-13 oz (85-370 g). Khuôn mặt của loài này sẫm đen với sọc nhạt ở giữa.
Cu li mảnh dẻ lông đỏ sống ở những khu rừng nhiệt đới vùng thấp (dưới 700 mét), rừng mưa nhiệt đới và rừng liên gió mùa tây nam ẩm ướt của Sri Lanka. Do thức ăn chủ yếu của cu li mảnh dẻ bao gồm các loài côn trùng trên cây, Humboldtia laurifolia là loài cây có mối quan hệ cộng sinh với kiến nhưng lại là loài cây dễ bị tổn thương nên cu li mảnh dẻ mất môi trường sống khiến chúng chỉ còn lại rất ít ở khu vực ven biển, nơi trước đây chúng được cho là đã tuyệt chủng.
Chúng là loài linh trưởng sống và làm tổ trên tán lá, hốc cây, hoạt động vào ban đêm, ban ngày chúng bám trên một nhánh cây, cuộn tròn đầu vào giữa hai chân để ngủ. Cu li mảnh dẻ sống thành nhóm nhỏ nhưng kiếm ăn riêng lẻ. Thức ăn chủ yếu của chúng là côn trùng nhưng chúng cũng ăn một số loại thức ăn khác như trứng chim, quả mọng, lá cây, nụ hoa, đôi khi là các loài động vật không xương sống, bò sát nhỏ (tắc kè, thằn lằn).

## Sinh sản
Con cái đạt tuổi sinh sản trong khoảng 10 tháng. Chúng sinh sản hai lần mỗi năm, giao phối trên những nhánh cây thuận lợi, vì vậy trong điều kiện nuôi nhốt nếu không có môi trường thích hợp chúng không thể sinh sản được. Thời gian con cái mang thai là từ 166-169 ngày, sẽ có từ 1-2 con non ra đời, được mẹ chúng cho ăn tới khi đạt 6-7 tháng. Trong tự nhiên, chúng có tuổi thọ từ 15 - 18 năm.

## Bảo tồn
Do mất môi trường sống, khiến chúng trở thành loài có nguy cơ tuyệt chủng. Chúng cũng bị săn bắt bởi con người, động vật ăn thịt cùng một số đe dọa khác bởi chính các hoạt động của con người.
Một trong những thành công đầu đã được tái khám phá loài cu li mảnh dẻ Horton (Loris slender nycticeboides). Tài liệu vào năm 1937, chỉ có bốn lần thấy loài này trong vòng 72 năm, và trong hơn 60 năm tiếp theo chúng được cho tới tận năm 2002 chúng được coi là loài tuyệt chủng. Các phân loài đã được phát hiện vào năm 2002 tại công viên quốc gia Horton Plains bởi một nhóm nghiên cứu dẫn đầu là Anna Nekaris. Cuối năm 2009, các bức ảnh về loài này đã được chụp bởi Hiệp hội động vật London theo chương trình EDGE (dự án tiến hóa riêng biệt và các loài động vật có nguy cơ tuyệt chủng trên thế giới) đã mô tả chi tiết phần loài cu li mảnh dẻ Horton. Hiện nay, với các tư liệu còn ít, người ta ước tỉnh chỉ có khoảng 100 cá thể đang tồn tại, khiến chúng trở thành một trong những loài linh trưởng có nguy cơ tuyệt chủng cao nhất.